# Дындиков, Александр Леонидович
Алекса́ндр Леони́дович Ды́ндиков (укр. Олександр Леонідович Диндіков; род. 3 января 1982, Кременчуг, Полтавская область) — украинский футболист, выступавший на позиции полузащитника

## Биография
Воспитанник футбольной школы киевского «Динамо». Во время выступлений в юношеских турнирах узнал от сверстников о возможности попасть в один из немецких клубов с помощью агента Андрея Головаша, в связи с чем обратился к нему. В ожидании предложений из Европы, отказался от контракта с «Динамо», с перспективой выступлений в «Динамо-3», однако, имея желание продолжать играть, принял предложение стать игроком «Кремня». В составе кременчугской команды провёл 5 матчей в украинской первой лиге в весенней части сезона 1997/98, дебютировав в возрасте 16 лет. По окончании чемпионата отправился на просмотр сначала в леверкузенский «Байер», а позднее — в нидерландскую «Роду», однако клубам игрок не подошёл. Тем не менее, во время одного из спаррингов на игрока обратил внимание спортивный директор «Шальке 04» и вскоре Дындикову был предложен контракт. В течение двух лет выступал за молодёжные команды клуба под руководством Манфреда Дубски и Норберта Эльгерта, однако к тренировкам в основном составе привлекался редко. Не видя для себя перспектив, в 2000 году покинул «Шальке» и стал игроком лейпцигского «Заксена». В составе саксонцев провёл сезон в Регионаллиге Север (бывшей, в то время, третьим уровнем в системе лиг немецкого футбола), но после этого клуб обанкротился и снялся с соревнований. Затем Дындиков приезжал на просмотр в датский «Силькеборг», игроку предложили контракт, однако, незадолго до подписания, клуб объявил, что не готов обеспечить ранее предложенные условия. В результате Александр принял решение вернуться в Украину, где стал игроком донецкого «Металлурга»
По возвращении на родину выступал преимущественно за «Металлург-2» во второй лиге. Единственную игру в высшем дивизионе за основной состав донецкой команды провёл 3 июня 2002 года, на 80-й минуте выездной игры против харьковского «Металлиста» заменив Олега Матвеева. Затем, на короткое время перешёл в алчевскую «Сталь», после чего вернулся в «Металлург-2». В 2003 году стал игроком «Стали» из Днепродзержинска, а в 2004 — кировоградской «Звезды», выступавших во второй лиге чемпионата Украины. В 2005 году снова отправился за рубеж, на этот раз перейдя в молдавский «Тилигул-Тирас» из Тирасполя. Затем, в течение полугода выступал за ереванский «Бананц» (который позже в этом сезоне стал серебряным призёром чемпионата Армении), после чего вернулся в Тирасполь. Цвета «Тилигул-Тираса» защищал до 2008 года. После этого отправился в Узбекистан, где играл за «АГМК» и самаркандское «Динамо», в составе которого провёл последнюю игру на профессиональном уровне в 2009 году. Завершив карьеру вернулся в Украину, где выступал за любительские коллективы, а также работал детским тренером в ДЮСШ «Кремень» в Кременчуге

## Семья
Отец, Леонид Лукич Дындиков — в прошлом также футболист и тренер. Старший брат, Антон, также играл в футбол на профессиональном уровне в низших украинских лигах и работал тренером в ДЮСШ «Кремня»

## Достижения
- Бронзовый призёр Чемпионата Украины: 2002/03
- Серебряный призёр Чемпионата Армении: 2006